# マツダ・B360
B360（ビーさんびゃくろくじゅう）は、マツダがかつて製造していた四輪の軽商用車。登場はオート三輪のK360の後であるが、互いの特徴を生かし、両車は併売されていた。
ボンネット型のトラックとライトバンがあり、ライトバンには「ビーバン」という愛称が付与された。
1960年代には海外への輸出も行われた。日本国内と同じ360ccのB360の他、600ccにボアアップされたマツダ・B600が海外市場での主力車種であった。

## 歴史
- 1961年2月：販売開始。
- 1963年9月：マイナーチェンジ（中期型）。フロント周辺の意匠の変更（フロント周辺の意匠は当時同社から発売されていたB1500の意匠に類似している）、およびエンジンをR360クーペ、K360と共通の空冷 V型2気筒 4ストローク OHVから、キャロルと共に登場した、総アルミ合金製水冷 直列4気筒 4ストローク OHVエンジンに変更。
- 1965年：マイナーチェンジ（後期型）。フロント周辺の意匠の変更、およびヘッドランプの形状変更（丸型2灯式から正方形型2灯式へ）。
- 1968年11月：製造中止。後継車はポーター。

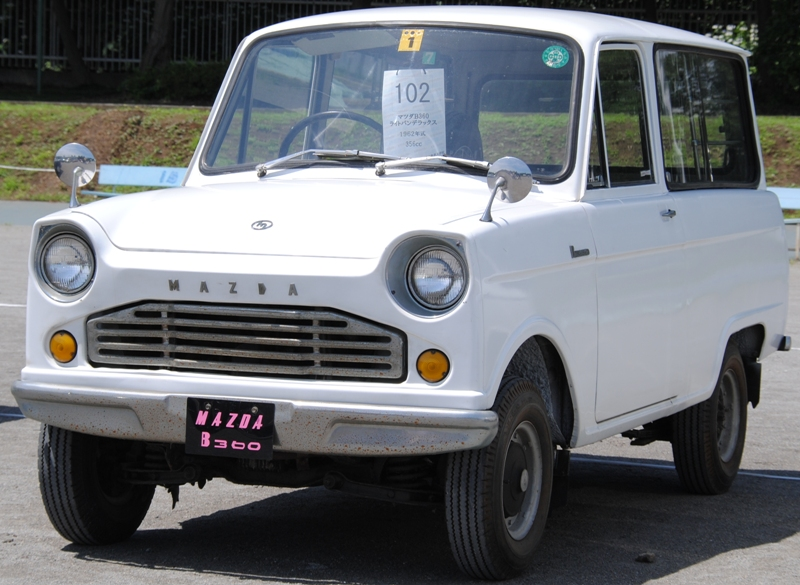
前期型B360
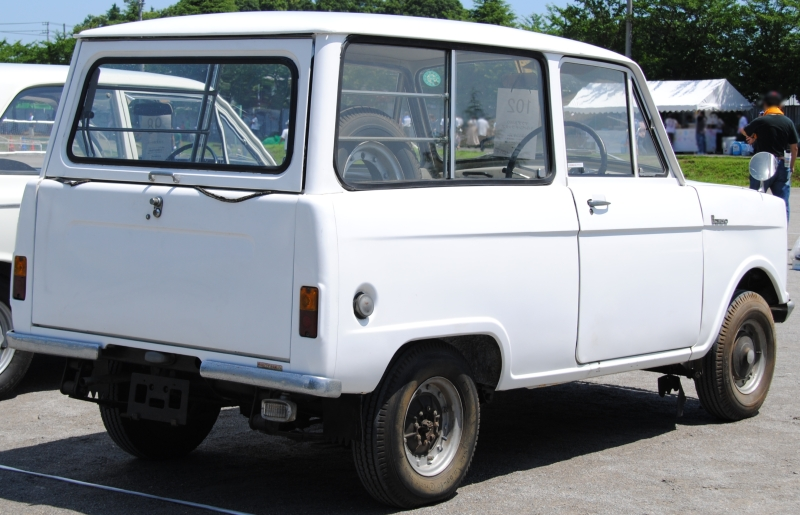
前期型B360（リア）
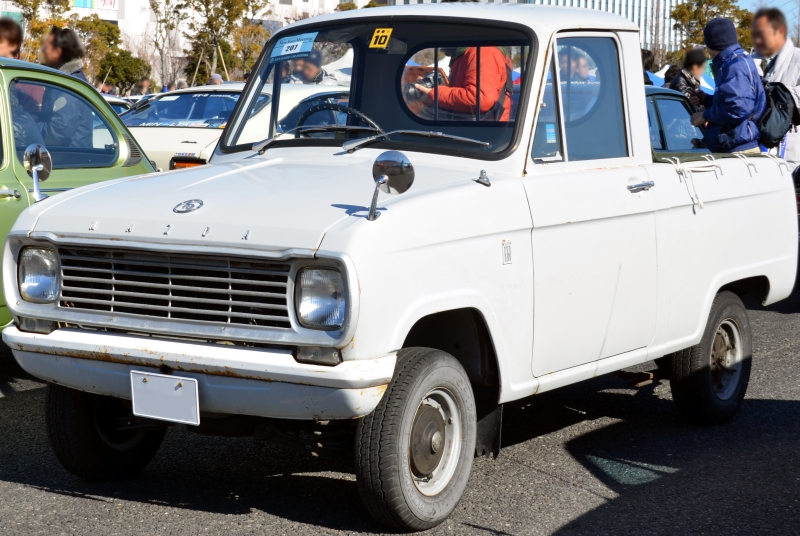
後期型B360トラック

## ミャンマーでの現地生産
V型2気筒エンジンのB360とB600、及びオート三輪のK360/T600は1960年代にミャンマー（当時のビルマ）にも輸出されていた。
当時ミャンマー国内には日野自動車製3.5t/6.5tトラックをノックダウン生産する為の国営企業である「MYANMAR Automobile and Diesel Engine Industries(MADI)」が設立されていたが、このMADIがB360国内販売終了後の1973年にマツダの生産設備の委譲を受け、B360/K360の現地生産に着手した。
その後は1990年代頃までMADIでの現地生産が行われていたため、ミャンマーでは現在でもK360シリーズと共に現役の車両が多数見られるという。

## ロータリーエンジン走行実験
マツダのロータリーエンジンによる初の走行実験は、B360への搭載で行われた。